# SAM (Hip-Hop-Duo)
SAM war ein deutsches Hip-Hop-Duo aus Ochsenhausen. Es bestand aus den beiden Brüdern Chelo (* 1989 in Ochsenhausen) (DJ) und Samson Benjamin „Sam“ Wieland (* 17. Juli 1990 in München; † 9. November 2018) (Rap).

## Werdegang
Die beiden Brüder Samson „Sam“ und Chelo Wieland wuchsen in Ochsenhausen als Söhne einer sambischen Mutter und eines deutschen Vaters auf. Bis zum Alter von 16 Jahren hatten beide Musikunterricht in der Musikschule und wurden unter anderem an Gitarre, Klavier und Schlagzeug ausgebildet. In ihrer Jugend begeisterten sie sich für Basketball und standen bereits kurz davor, für eine Sportkarriere in die Vereinigten Staaten zu ziehen. Eine weitere Leidenschaft war der Hip-Hop. Chelo, der ältere der beiden Brüder, begann sich als DJ zu versuchen, während Samson der Rapper des Duos wurde. Sie entscheiden sich für den Namen SAM.
2010 nahm man ein Demoalbum namens Gute Musik auf, das jedoch nur lokal verkauft wurde. 2012 wurde im Zeitmagazin über SAMs Single Liebe zur Musik berichtet. Bekannt wurden die beiden durch ihr Mixtape ZweiNullZwölf, das zum kostenlosen Download bereitgestellt wurde. Im Herbst 2012 nahm das Label Chimperator Productions die beiden Newcomer unter Vertrag. Es folgte eine Tour im Vorprogramm von Cro auf dessen Raop-Tour durch Deutschland, Österreich und die Schweiz. 2013 erschien die Digital-Only-Extended Play Wir, die Platz 79 der deutschen Musikcharts erreichte. Produziert wurden von den drei Songs und zwei Remixen je ein Track von Drunken Masters und 7inch.
Am 28. Februar 2014 erschien SAMs Debütalbum Two True Brothers. Die erste Singleauskopplung Hallo?! wurde bereits eine Woche zuvor veröffentlicht. Während die Single Rang 74 erreichte, kletterte das Album bis auf Platz 27 der deutschen Charts. Anschließend folgte eine Deutschland-Tournee sowie zwei Gigs in Österreich.
Das zweite Album Kleinstadtkids erschien am 3. März 2017. Es konnte sich auf Position 82 in den deutschen Charts platzieren. Zur Promotion waren Sam und Chelo Wieland unter anderem zu Gast bei Circus HalliGalli. Parallel dazu begann Chelo Wieland, in der Modewelt Fuß zu fassen, und gründete die Streetwear-Marke THATBOII.
Im Frühjahr 2018 erreichten SAM mit dem Lied babebabe, einem Duett mit der Rapperin Nura, die deutschen Charts. Ebenfalls steuerten Samson und Chelo Wieland mit Bye Bye den Titelsong zur RTL-II-Soap Krass Schule – Die jungen Lehrer bei. Am 19. Oktober 2018 folgte die EP Avision. Hier enthalten ist unter anderem das Lied Da wo du herkommst.
Am 9. November 2018 verstarb Samson Wieland überraschend im Alter von 28 Jahren. Nur wenige Tage zuvor, am 27. Oktober 2018, trat er gemeinsam mit Nura im Rahmen des Modus Mio-Festivals in Dortmund auf. Tags darauf fiel er nach einer Operation ins Koma, aus dem er nicht mehr aufwachte.
Anlässlich Sam Wielands 30. Geburtstags wurde am 17. Juli 2020 eine neue Version von Da wo du herkommst veröffentlicht, auf der neben SAM auch Booz, Nura, Chima Ede, Lary, Kelvyn Colt, Reezy und Ahzumjot zu hören sind. Im Dezember 2020 wurde mit einer Remix-Version des Liedes Wein und du von Kex Kuhl zudem mutmaßlich einer der letzten von Sam Wieland aufgenommenen Songs herausgebracht.
Am 8. Juli 2021 wurde auf den offiziellen Internetpräsenzen des Duos ein neues Albums mit dem Titel Archiv für den 17. Juli 2021, Sam Wielands 31. Geburtstag, angekündigt. Es beinhaltet 15 bisher unveröffentlichte Aufnahmen von SAM sowie Gastauftritte von Bausa und Greeny. Die erste Single daraus, Familie V3, erschien am 16. Juli 2021.

## Musikstil
Zu Beginn ihrer Karriere geprägt von Künstlern wie Samy Deluxe und den US-amerikanischen Rappern wie Jay-Z, Method Man und Redman, begannen sie durch ihre musikalische Früherziehung verschiedene Einflüsse in ihre Kunst zu integrieren. SAMs Hip-Hop bestand daher aus einem Mix unterschiedlicher Einflüssen wie Rock, Pop, Funk und Soul, aber auch sambischer und deutscher Volksmusik. Ähnlich wie die Musik ihrer Labelkollegen Cro und Muso wird ihre Musik zum sogenannten Hipster-Rap gezählt. Darüber hinaus schrieb Sam Wieland unter anderem auch Lieder für Künstler wie Andrea Berg, Lena Meyer-Landrut, Howard Carpendale, Matthias Schweighöfer und Die Lochis.

## Würdigungen
- Nura gedenkt auf ihrem ersten Soloalbum Habibi ihres verstorbenen Freundes Sam Wieland mit dem Song babe. Titel und Inhalt sind Anspielungen auf die gemeinsame Single babebabe, zudem verwendet das Lied ein Sample aus Dashiki von SAM. Im Rahmen der Fernsehsendung Sing meinen Song – Das Tauschkonzert wurde babe in der Episode über Nura von Stefanie Heinzmann gecovert, deren Version des Liedes schließlich zum Song des Abends ernannt wurde.
- In den Liedern Lass uns scheinen sowie „Hab es gesehen“ aus seinem Album 3:00 erinnert Rapper Ahzumjot jeweils mit einigen Zeilen an seinen Freund Samson Wieland.

## Diskografie
Alben
- 2010: Gute Musik (Eigenproduktion)
- 2014: Two True Brothers (Chimperator Productions)
- 2017: Kleinstadtkids (Chimperator Productions)
- 2021: Archiv (JIVE Germany)

EP’s
- 2013: Wir EP
- 2018: Avision

Mixtapes
- 2012: ZweiNullZwölf

Singles
- 2012: Liebe zur Musik
- 2012: Young, Single & Free
- 2013: WIR
- 2013: N’bisschen
- 2013: Klischees (Psaiko.Dino feat. Celo & Abdi und SAM)
- 2014: Déjà Vu
- 2014: Hallo?!
- 2014: Urlaub in Berlin
- 2014: C’est la vie (feat. Fabio Battista)
- 2015: Ich bleib wie ich bin
- 2016: Wach auf
- 2016: Du Bleibst (Universal Production Music, Berlin Production music)
- 2016: Bye Bye (Universal Production Music, Berlin Production music)
- 2017: Komm zurück
- 2017: Alles
- 2017: Frei
- 2018: babebabe (Nura feat. SAM)
- 2018: Bad Ting
- 2018: Da wo du herkommst
- 2020: Love You
- 2020: Da wo du herkommst (Remix) (feat. Booz, Nura, Chima Ede, Lary, Kelvyn Colt, Reezy und Ahzumjot)
- 2021: Familie V3